# Møller & Grønborg
Møller & Grønborg A/S er et dansk arkitektfirma, der specaliserer sig i byplanlægning, landskabsplanlægning og VVM-redegørelser. Firmaet har kontorer i Aarhus og København og var det første arkitektfirma, der beskæftigede sig med byplanlægning i fristaden Christiania.
De senere år har firmaet markeret sig internationalt med større byplaner/masterplaner i Kina, Mellemøsten og de skandinaviske og baltiske lande.